# Гильдеево
Гильдеево — село в Пестречинском районе Татарстана. Входит в состав Богородского сельского поселения.

## География
Находится в северо-западной части Татарстана на расстоянии приблизительно 14 км на запад по прямой от районного центра села Пестрецы у речки Нокса.

## История
Известно с 1646 года, в начале XX века здесь уже работала земская школа.

## Население
Постоянных жителей было: в 1782 году- 140 душ мужского пола, в 1859—503, в 1897—822, в 1926—1040, в 1949—405, в 1958—328, в 1970—241, в 1979—164, в 1989—111, в 2002—67 (русские 100 %), 76 в 2010.